# Yarumayo (distrito)
O Distrito peruano de Yarumayo é um dos onze distritos que formam a Província de Huánuco, situada no Departamento de Huánuco, pertencente a Região Huánuco, na zona central do Peru.

## Transporte
O distrito de Yarumayo é servido pela seguinte rodovia:
- HU-111, que liga a cidade de Jesús ao distrito de Quisqui [1][2][3]